# توکانچه گولد
توکانچه گولد(نام علمی: Selenidera gouldii) نام یک گونه از سرده توکانچه‌های دورنگی است.